# Dampfiella kinabalu
Dampfiella kinabalu är en kvalsterart som beskrevs av Sandór Mahunka 2000. Dampfiella kinabalu ingår i släktet Dampfiella och familjen Dampfiellidae. Inga underarter finns listade i Catalogue of Life.